# Hylodes charadranaetes
Espèce
Statut de conservation UICN

 DD  : Données insuffisantes
Hylodes charadranaetes est une espèce d'amphibiens de la famille des Hylodidae.

## Répartition
Cette espèce est endémique de l'État de Rio de Janeiro au Brésil. Elle se rencontre à Teresópolis, Cachoeiras de Macacu et Casimiro de Abreu.

## Description
Les spécimens adultes mâles observés lors de la description originale mesurent entre 31,3 mm et 34,7 mm de longueur standard et les spécimens adultes femelles observés lors de la description originale mesurent entre 31,9 mm et 37,7 mm de longueur standard.

## Étymologie
Le nom spécifique charadranaetes vient du grec charadra, le torrent de montagne, et de naetes, l'habitant, en référence à l'habitat de cette espèce.

## Publication originale
- Heyer & Cocroft 1986 : Descriptions of two new species of Hylodes from the Atlantic forests of Brazil (Amphibia: Leptodactylidae). Proceedings of the Biological Society of Washington, vol. 99, no 1, p. 100-109 (texte intégral).